# Huillé-Lézigné
Huillé-Lézigné – gmina we Francji, w regionie Kraj Loary, w departamencie Maine i Loara. W 2013 roku liczba ludności wynosiła 1338 mieszkańców. 
Gmina została utworzona 1 stycznia 2019 roku z połączenia dwóch ówczesnych gmin: Huillé oraz Lézigné. Siedzibą gminy została miejscowość Lézigné. 